# Кайрис, Юргис
Ю́ргис Кайри́с (лит. Jurgis Kairys; род. 6 мая 1952, Шарыпово, Красноярский край) — советский и литовский пилот. Многократный чемпион СССР, Литвы, Европы и мира по высшему пилотажу на самолете в отдельных программах. Летает на пилотажных самолетах Су-26, Су-29 и Су-31. Является разработчиком пилотажного самолёта «Juka» (выполненного на базе МАИ-90). Автор уникального манёвра «Колесо Кайриса». Совершил серию уникальных полётов, в том числе «Полёт столетия» 18 сентября 1999 года под десятью мостами Вильнюса и «ультраполёт» под пешеходным мостом через Неман в Каунасе 2 сентября 2000 года.

## Биография
Родился в Красноярске, куда были депортированы его родители-литовцы. В раннем возрасте вернулся в Литву. Проживал рядом с аэродромом, вследствие этого увлёкся авиацией. Окончил гимназию Александраса Стульгинскиса в Кальтиненае, Вильнюсский инженерно-строительный институт и Ленинградскую академию гражданской авиации (квалификация «авиаинженер»). В каунасском аэроклуба стал заниматься пилотажем на самолете Zlin 326A. Вошёл в состав сборной СССР по высшему пилотажу. Вместе со Стяпасом Артишкявичюсом выступал за советскую команду и сделал пилотаж именно таким, каким он известен сейчас: многие пилоты выполняют фигуры пилотажа[какие?], которые ввели советские лётчики в 1970-е годы.
В какой-то момент Кайрис начал летать на Су-26, Су-29 и Су-31. Именно на них он завоевал ряд наград чемпионатов мира и чемпионатов Европы. Сначала за сборную СССР, а затем за сборную Литвы.
Тренировавшиеся под его руководством российские лётчики добились также побед: в 2003 году именно на Су-31 Сергей Рахманин выиграл чемпионат мира, проходивший в городе Лейкленд (штат Флорида, США). Кайрис — специалист в дисциплинах «фристайл» и «анлимитед». Среди его фирменных фигура выделяются «Колесо Кайриса», «Малая петля» и «Кобра Пугачёва», причём Кайрис стал первым лётчиком, который выполнил фигуру высшего пилотажа «Кобра Пугачёва» на винтовом самолёте.
18 сентября 1999 года на самолёте Су-26 Кайрис совершил пролёт в Вильнюсе под десятью мостами (в том числе Лаздинайским, Жверинским и Зелёным) подряд. За 25 минут полёта над рекой Нерис, петляющей по литовской столице, летчик десять раз миновал мосты, в том числе и Жверинский мост с высотой пролёта 6 м. Все мосты и пилот были застрахованы на сумму в 2,5 млн. долларов США. За этот полёт Кайрис получил в подарок от спонсоров автомобиль марки Volkswagen и пообещал в шутку, что в следующий раз полетит под мостами вверх шасси, что и осуществил 2 сентября 2000 года в Каунасе. 21 августа 2010 года на празднике Риги пилот пролетел под Вантовым мостом.
Жена — Бируте, дети — Мантас и Симас.

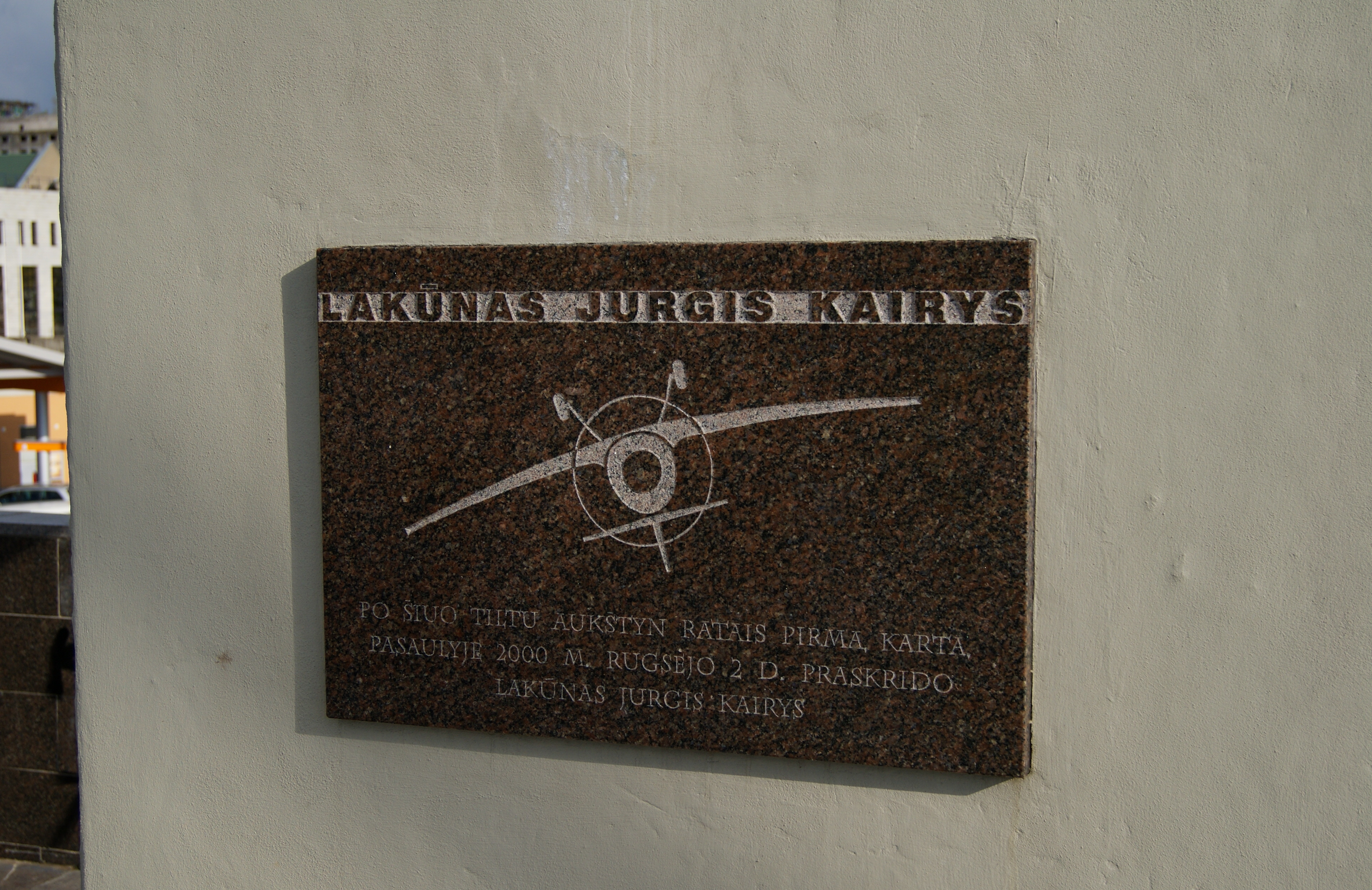
Памятная таблица на одном из пешеходным мостов в Каунасе, под которым пролетел Кайрис

## Авиационные происшествия
- 24 сентября 2014. На самолете Су-26 (LY-AKG) при полете по маршруту Kavala-Tatoi случился отказ двигателя. Кайрис покинул с его парашютом и более двух часов дрейфовал в в Эгейском море, привязав себя к части самолета. Затем был обнаружен поисковым вертолетом и эвакуирован[3],[4].
- 2007 год. На самолет Як-52 при выполнении показательных полетов над Утенском ипподромом (г. Утена) случился отказ двигателя и вынужденная посадка без шасси, приведшая к поломке винта. [5].

## Кинематограф
- 2015 «Лето Сангайле» - выполнение пилотажа в процессе съемок фильма[6]
- 2003 «В полном одиночестве» (Vienui vieni) - лётчик в фильме о Юозасе Лукше.
- 1983 «Крылья "Литуаники"» "Lituanikos" sparnai (документальный) - о гибели Стяпонаса Дарюса и Стасиса Гиренаса.
- 1983 «Окрыленность» (документальный) - о членах советской сборной на чемпионате Европы по высшему пилотажу в Италии.[7]